# 绍希尼
绍希尼（法語：Chauchigny，法語發音：[ʃoʃiɲi]）是法国奥布省的一个市镇，属于塞纳河畔诺让区。

## 地理
绍希尼（48°25'24"N, 3°58'4"E）面积9.72 平方千米，位于法国大東部大區奥布省，该省份为法国中北部省份，北起马恩省，西接塞纳-马恩省，西南至约讷省，东南至科多尔省，东临上马恩省。
与绍希尼接壤的市镇（或旧市镇、城区）包括：沙佩勒瓦隆、里利圣西尔、萨维耶尔、维拉塞夫。

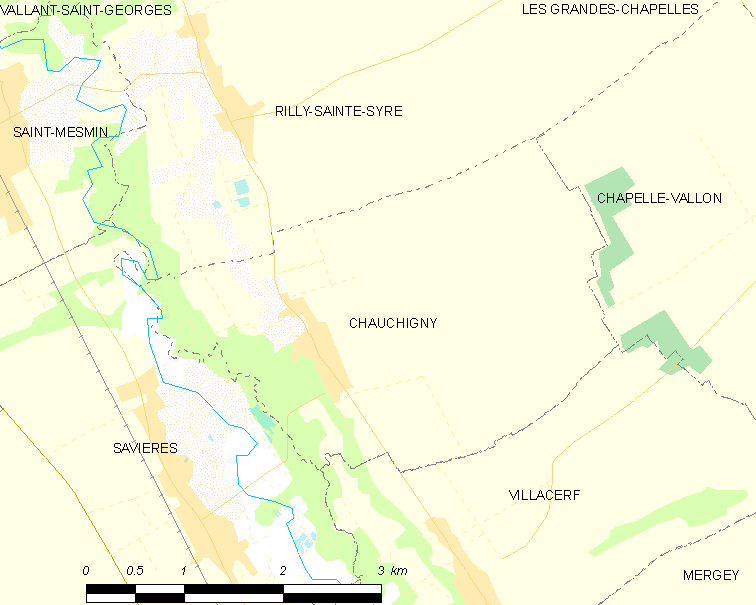
绍希尼的OSM定位图

绍希尼的时区为UTC+01:00、UTC+02:00（夏令时）。

## 行政
绍希尼的邮政编码为10170，INSEE市镇编码为10090。

## 政治
绍希尼所属的省级选区为特鲁瓦附近克勒内县。

## 人口

1962-2008年间绍希尼人口变化图示

绍希尼于2022年1月1日时的人口数量为222人。